# Pinta (hajó)
A Pinta volt a leggyorsabb hajó Kolumbusz Kristóf három hajója közül, amit az első transzatlanti útján használt. A Pinta fedélzetéről pillantotta meg az Újvilág partjait Rodrigo de Triana 1492. október 12-én.

## A hajó
A Pinta 1441-ben épült Spanyolországban. A hajó súlya mintegy 60 tonna, hossza 17 méter, szélessége pedig 5,36 méter volt. Típusa: karavella. Legénysége 26 emberből állt, kapitánya Martín Alonso Pinzón volt.

## Fordítás
- Ez a szócikk részben vagy egészben  a   Pinta (ship) című angol Wikipédia-szócikk ezen változatának fordításán alapul.  Az eredeti cikk szerkesztőit annak laptörténete sorolja fel. Ez a jelzés csupán a megfogalmazás eredetét és a szerzői jogokat jelzi, nem szolgál a cikkben szereplő információk forrásmegjelöléseként.